# Bothrops colombiensis
Bothrops atrox là một loài rắn trong họ Rắn lục. Loài này được Hallowell mô tả khoa học đầu tiên năm 1845.

## Hình ảnh

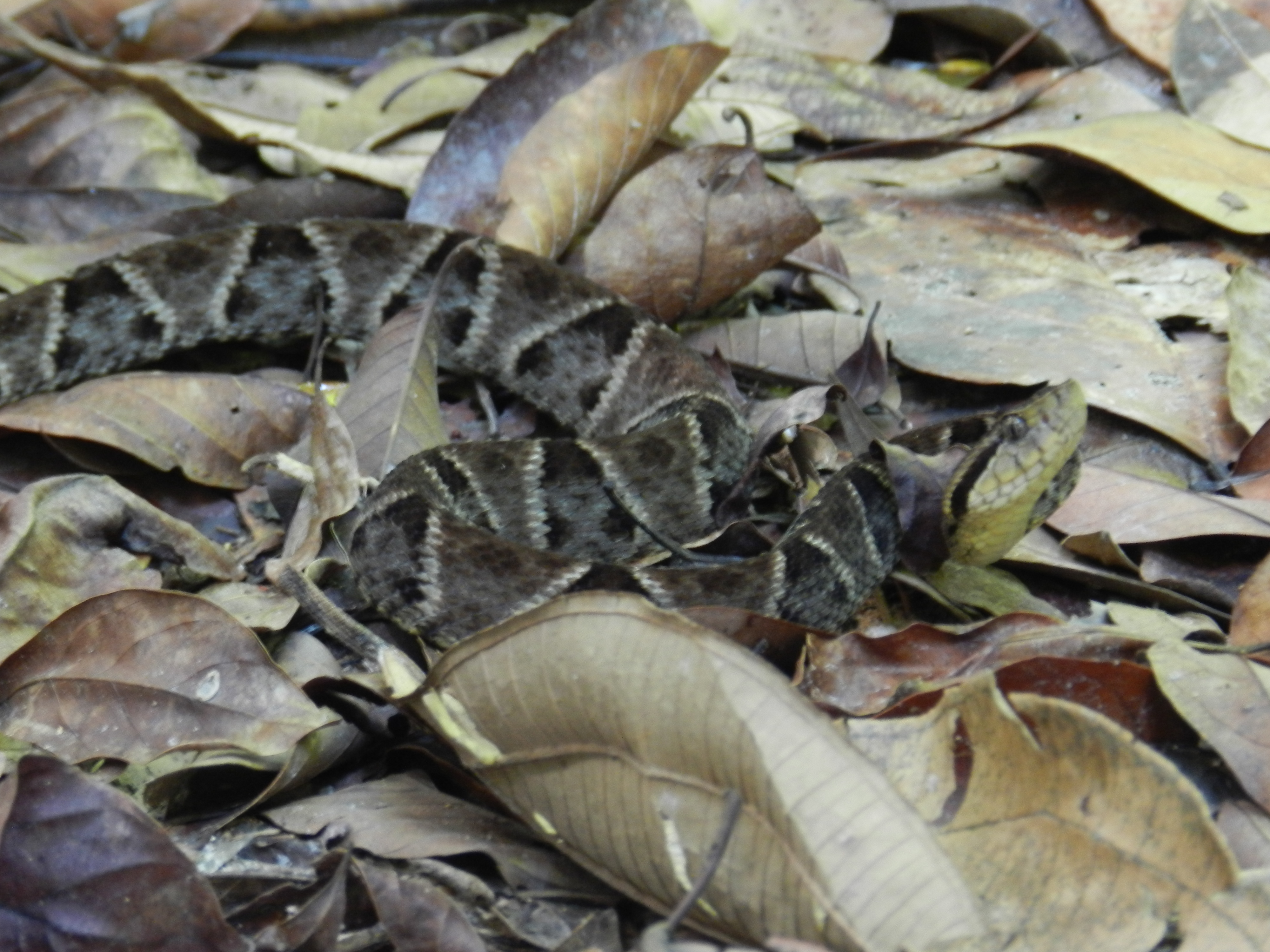
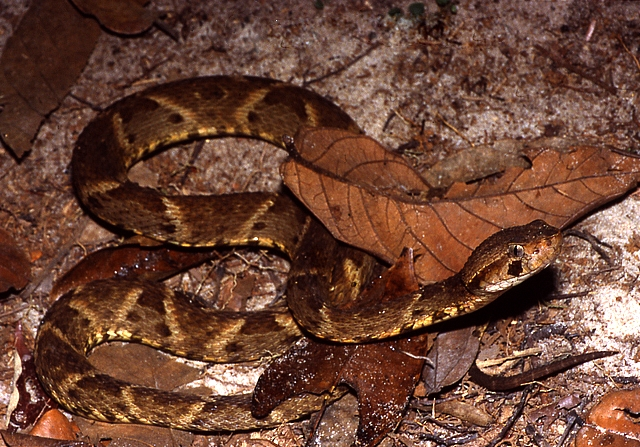
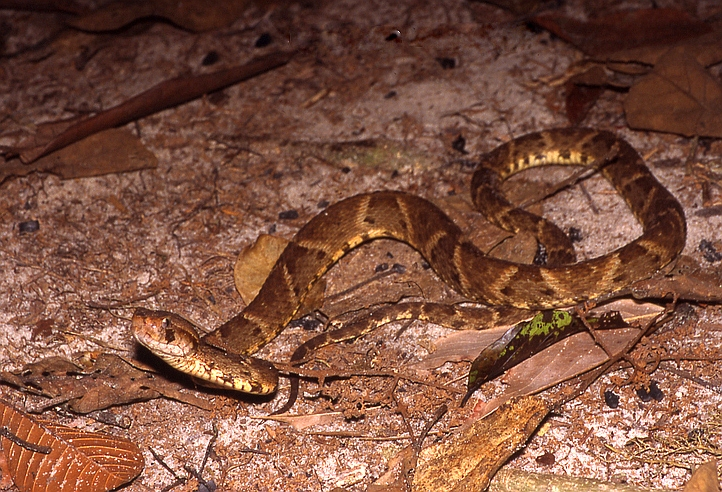